# Capitaine Flint
 (avril 2008).
Si vous disposez d'ouvrages ou d'articles de référence ou si vous connaissez des sites web de qualité traitant du thème abordé ici, merci de compléter l'article en donnant les références utiles à sa vérifiabilité et en les liant à la section « Notes et références ».
Pour les articles homonymes, voir Flint.
Le capitaine Flint est un personnage de fiction du roman d'aventure L'Île au trésor de Robert Louis Stevenson.

## Biographie fictive
Le capitaine Flint prit la place du capitaine Edward England à la tête d'un groupe de pirates après s'être mutiné contre lui. D'après Stevenson, il aurait enterré son trésor sur une île déserte. Il est fait mention de sa mort en 1754 sur la carte au trésor.  
À bord du Walrus, il avait notamment sous son commandement : Billy Bones, son second, Long John Silver son quartier maître, Chien Noir, Pew l'aveugle et Israel Hands, son canonnier. Il mourut en cédant sa carte à son second. Son équipage recherchera la carte pendant des années, ce qui conduira à l'aventure racontée dans le roman L'Île au trésor. Il était aussi un très grand traître.

## Dans d'autres œuvres
- Le Capitaine Flint est le personnage principal de la série télévisée Black Sails, préquelle de L'Île au trésor. Flint y apparait en compagnie de John Silver et d'autres pirates ayant réellement existé tels que Charles Vane, Jack Rackham, Anne Bonny, etc[2].
- Le film d'animation Disney La Planète au Trésor reprend le roman de Stevenson dans une version science-fiction. Le personnage de Flint y apparait sous la forme d'un alien. Il est présenté comme ayant été le plus craint et le plus célèbre des pirates[3].
- Le capitaine Flint et Long John Silver sont évoqués dans Peter Pan de J. M. Barrie[4].